# کمیته تحقیق شک‌گرایانه

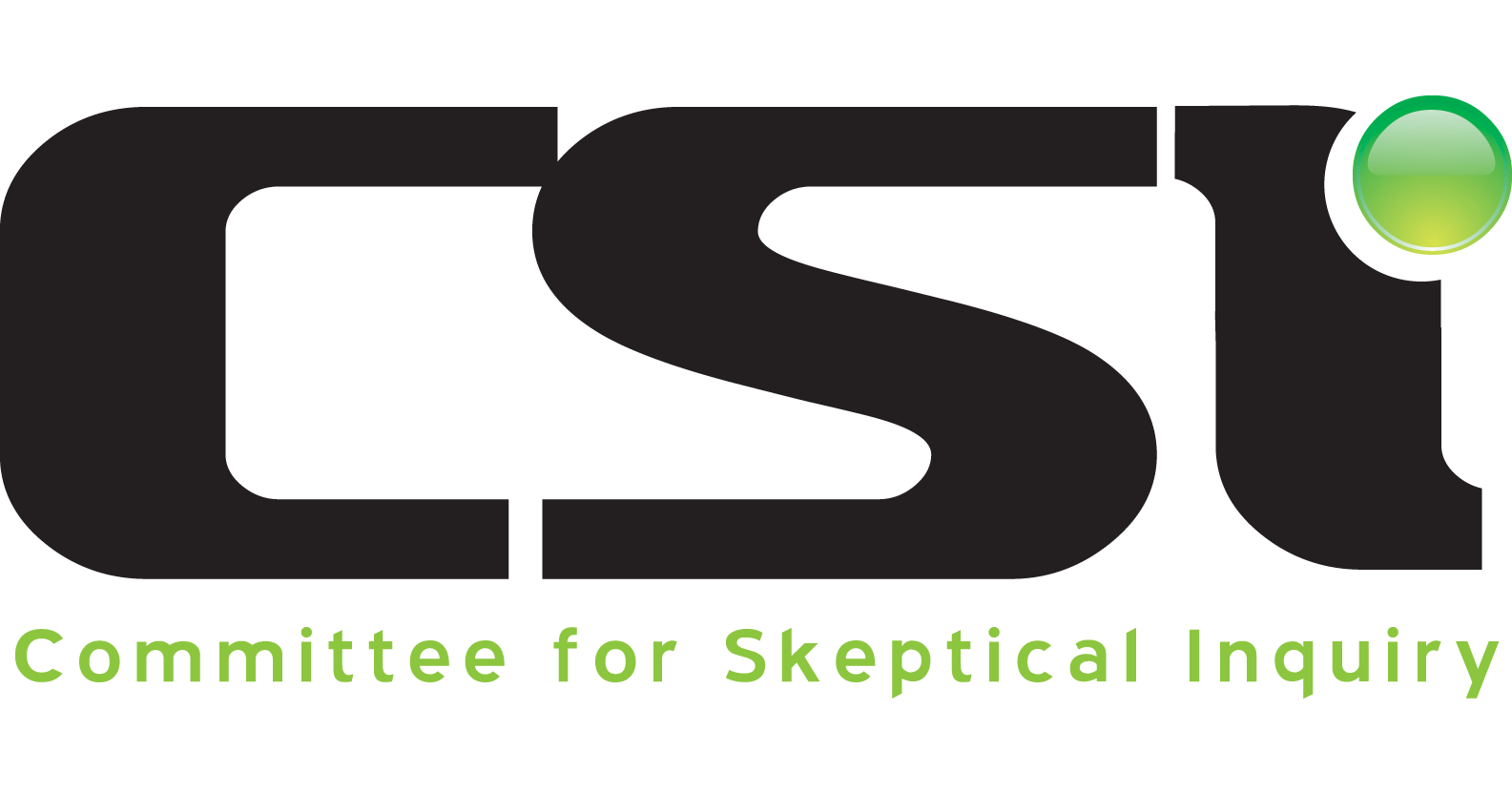
CSI

کمیتهٔ تحقیق شک‌گرایانه (CSI) که پیش‌تر با نام کمیتهٔ تحقیقات علمی بر روی ادعاهای فراطبیعی (CSICOP) شناخته می‌شد، برنامه‌ای در سازمان ناسودبر مرکز تحقیق (CFI) در آمریکا است. هدف آن «تشویق بررسی انتقادی موضوع‌های فراطبیعی و علوم حاشیه، از دیدگاه علمی و مسئولانه، و انتشار اطلاعات واقعی در مورد نتایج این تحقیقات به جامعهٔ علمی و عموم مردم». کمیتهٔ تحقیق شک‌گرایانه در ۱۹۷۶ توسط پاول کورتز، برای مقابله با آنچه او قبول غیرانتقادی ادعاهای فراطبیعی توسط رسانه‌ها و جامعه می‌دید بنیان‌گذاری شد. موضع فلسفی مورد استفاده در آن شک‌گرایی علمی است. همکاران CSI افراد بسیاری از دانشمندان برجسته، برندگان جایزه نوبل، فیلسوفان، آموزگاران و نویسندگان است. دفتر آن در امهرست، نیویورک قرار دارد.

## برخی همکاران CSI (گذشته و حال)
- آنتونی فلو
- آیزاک آسیموف
- ادوارد ویلسون
- استفان جی گولد
- استیون پینکر
- استیون واینبرگ
- ال. اسپراگ دی کمپ
- بی‌اف اسکینر
- پاول کورتز
- جیمز رندی
- دنیل دنت
- ریچارد داوکینز
- سوزان بلک‌مور
- سوزان هاک
- فرانسیس کریک
- کارل سیگن
- کنث میلر
- گلن سیبورگ
- لاورنس کراوس
- لیان لدرمن
- مارتین گاردنر
- ماروین مینسکی
- ماسیمو پیلیوچی
- موری گل-مان
- هارولد کروتو
- ویکتور استنجر
- ویلارد کواین

## مطالعه بیشتر
- Paul Kurtz (ویراستار) (2001). Skeptical Odysseys: Personal accounts by the world's leading paranormal inquirers. Prometheus Books. ISBN 1-57392-884-4.
- جیمز, رندی (1995). An Encyclopedia of Claims, Frauds, and Hoaxes of the Occult and Supernatural. Prometheus Books. ISBN 0-312-13066-X.